# Ariel Winter
Ariel Winter (Fairfax, Virginia, 1998. január 28. –) amerikai színésznő, szinkronszínész és énekesnő. 

## Élete és pályafutása
Ismertségét az ABC Modern család című szituációs komédiájának köszönheti. A sorozatban 2009–2020 között formálta meg Alex Dunphyt. Két Young Artist Award-jelölésből egy díjat vehetett át, 2010-ben. 
Híres szinkronszerepei közé tartozik még a Phineas és Ferb című animációs sorozat Stacyje, valamint a Szófia hercegnő címszerepe.

## Filmográfia

### Film
| Év        | Magyar cím                          | Eredeti cím                                          | Szerep                           | Magyar hang       |
| --------- | ----------------------------------- | ---------------------------------------------------- | -------------------------------- | ----------------- |
| 2005      | Durr, durr és csók                  | Kiss Kiss Bang Bang                                  | Harmony hétévesen                |                   |
| 2006      | Bambi 2. – Bambi és az erdő hercege | Bambi II                                             | Toppancs húga (hangja)           |                   |
| 2006      | Jégkorszak 2. – Az olvadás          | Ice Age: The Meltdown                                | több szereplő hangja             |                   |
| 2006      | Túl a sövényen                      | Over the Hedge                                       | több szereplő hangja             |                   |
| 2008      | Horton                              | Horton Hears a Who!                                  | több szereplő hangja             |                   |
| 2008      | Speed Racer – Totál turbó           | Speed Racer                                          | Trixie fiatalon                  |                   |
| 2009      |                                     | Tales from the Catholic Church of Elvis!             | kislány                          |                   |
| 2009      |                                     | Life Is Hot in Cracktown                             | Suzie                            |                   |
| 2009      |                                     | Duress                                               | Sarah Barnett                    |                   |
| 2009      | Ha a gyerek az úr                   | Opposite Day                                         | Carla Benson                     | Jelinek Éva       |
| 2009      | Derült égből fasírt                 | Cloudy with a Chance of Meatballs                    | több szereplő hangja             |                   |
| 2010      | Bérgyilkosék                        | Killers                                              | Sadie                            |                   |
| 2010      |                                     | Nic & Tristan Go Mega Dega                           | Lisa                             |                   |
| 2011      | A bébisitter                        | The Chaperone                                        | Sally                            | Hermann Lilla     |
| 2011      | Phineas és Ferb a 2. dimenzióban    | Phineas and Ferb the Movie: Across the 2nd Dimension | Gretchen (hangja)                |                   |
| 2012      | Kamasz a pokolból                   | Excision                                             | Grace                            |                   |
| 2012      | Tad Jones csudálatos kalandjai      | Tad, The Lost Explorer                               | Sarah Lavrof (angol hangja)      |                   |
| 2012      | ParaNorman                          | ParaNorman                                           | Blithe, az árnyékkölyök (hangja) |                   |
| 2012–2013 | Batman: A sötét lovag visszatér     | Batman: The Dark Knight Returns                      | Carrie Kelley / Robin (hangja)   | Nemes Takách Kata |
| 2013      | Scooby-Doo: Az operaház fantomjai   | Scooby-Doo! Stage Fright                             | Chrissy Damon (hangja)           | Berkes Boglárka   |
| 2014      | Mr. Peabody és Sherman kalandjai    | Mr. Peabody & Sherman                                | Penny Peterson (hangja)          | Molnár Ilona      |

### Televízió
| Év        | Magyar cím                 | Eredeti cím                     | Szerep                   | Megjegyzések                                                                                |
| --------- | -------------------------- | ------------------------------- | ------------------------ | ------------------------------------------------------------------------------------------- |
| 2007–2015 | Phineas és Ferb            | Phineas and Ferb                | Gretchen (hangja)        | visszatérő szerep                                                                           |
| 2009      | Vészhelyzet                | ER                              | Lucy Moore               | 5 epizód                                                                                    |
| 2009      | A Madagaszkár pingvinjei   | The Penguins of Madagascar      | kislány (hangja)         | 1 epizód                                                                                    |
| 2009–2020 | Modern család              | Modern Family                   | Alex Dunphy              | - főszereplő - magyar hangja: - Károlyi Lili - Pekár Adrienn - Hermann Lilla - Lamboni Anna |
| 2011–2015 | Jake és Sohaország kalózai | Jake and the Never Land Pirates | Marina, a sellő (hangja) | 22 epizód                                                                                   |
| 2013–2018 | Szófia hercegnő            | Sofia the First                 | Szófia hercegnő(hangja)  | főszereplő                                                                                  |